# Хераклий от Едеса
Хераклий от Едеса (Heraclius of Edessa; * в Едеса – + 474 г. до Аркадиополис) e генерал на Източната Римска империя през 5 век.
Роден е в Едеса в Месопотамия и е син на Флор.
Преди 468 г. той е comes rei militaris. 468 г. е изпратен от Константинопол в Египет, където се бие против вандалите. 471 г. помага на император Лъв I при проблемите му с Аспар.
През 474 г. по времето на император Зенон той става magister militum per Thracias на Тракия. При Аркадиополис e убит от Теодорих Страбон.